# V Festival Mundial de la Joventut i els Estudiants
El Cinquè Festival Mundial de la Joventut i els Estudiants (en polonès: V Światowy Festiwal Młodzieży i Studentów) va tenir lloc durant 1955 a Varsòvia, capital de la llavors República Popular de Polònia. Organitzada per la Federació Mundial de la Joventut Democràtica (FMJD), la cinquena edició del seu festival va reunir a prop de 31.000 joves de 114 països sota el lema "Per la pau i l'amistat!".
El context internacional era auspicioso per al Festival, marcat per l'auge del principi de la coexistència pacífica plantejat per Nikita Jrushchov, president del Consell de Ministres soviètic. Para finalitats dels anys 1950 el colonialisme estava en les seves etapes finals i símptoma d'això va ser la Conferència de Bandung, realitzada també en 1955; en el mateix any es va desenvolupar, a Hèlsinki, l'Assemblea Mundial de la Pau. La V edició del FMJE també va estar marcada per protestes i mobilitzacions contra el perill d'una guerra nuclear.
Per la seva banda, l'elecció de Varsòvia com a seu no va ser casual. Polònia havia estat envaïda per tropes de l'Alemanya nazi l'1 de setembre de 1939, donant començament a una Segona Guerra Mundial que acabaria amb la vida d'uns 6.000.000 polonesos. Varsòvia havia estat literalment devastada durant els anys previs, i el nou Estat socialista encara es trobava abocat a la seva reconstrucció.